# Мастанабал II
Мастанабал (Мастебар) II (*д/н — 81 до н. е.) — цар Західної Нумідії в 88—87 і 82—81 роках до н. е.

## Життєпис
Син царя Гауди. 88 року до н. е. разом з братом Гіємпсалом II спадкував владу, поділивши Нумідію на західну та східну частини. Сам Мастанабал II став панувати у західній частині. Підтримував Луція Корнелія Суллу.
87 року до н. е. зазнав поразки й був повалений родичем Ярбом. Лише 82 року до н. е. за підтримки Гнея Помпея Магна зумів відновитися на троні. Втім вже 81 році до н. е. раптово помер. Йому спадкував син Масинісса II.